# 姉の結婚
『姉の結婚』（あねのけっこん）は、西炯子による日本の漫画作品。『月刊フラワーズ』（小学館）にて2010年11月号から2014年10月号まで連載された。単行本は全8巻。「全国書店員が選んだおすすめコミック2012」、5位。

## あらすじ
アラフォーになり地元に戻った岩谷ヨリは、結婚や恋愛から距離を置き、図書館司書の仕事をしながら一人静かに暮らしていくことを決める。だが、そんなヨリの元に中学生時代の同級生・真木誠が現れる。真木には妻がいたが、まるでストーカーの様にヨリにつきまとい、アプローチを重ねる。肥満体型で根暗だった昔とは別人のように容姿端麗となり、優秀な精神科医として社会的地位もある真木からの求愛を拒むヨリだが、次第に心を動かされていく。

## 登場人物
岩谷 ヨリ（いわたに より）
中崎県立図書館に勤めるアラフォー女性。物語開始時39歳。中崎県の離島育ち。厳格な父に反発し、高校から県外に出ていた。物語が始まる3年前までは東京の図書館に勤めていた。美人でスタイルも良いが自分に自信がなく、東京では既婚者との不倫を繰り返していた。
素顔にはソバカスがあり、たまに掛けている眼鏡は老眼鏡。ややものぐさのきらいがあり、妹の留意子が一人で暮らすマンションに転がり込む前は料理は作るより総菜を買った方が早いと考えてあまり自炊せず、着飾ることにもあまり興味がなくシンプルで適当な服を着ていた。
アラフォーを迎え、結婚や恋愛に諦めを感じ始めつつ気ままな独身生活を謳歌している。中学時代の同級生である真木との再会によって再び不倫に苦しむ日々を送るが、次々に出会う男性達からのアプローチに揺れ動いていく。
離婚した真木からのプロポーズを受けるが、1年間の約束でドイツへ留学した真木の電話に女性が出たため不安が募り、連絡もせずドイツに向かう。真木の部屋にいた花井から牽制され、真木の将来のために別れるよう言われたことで出奔し、音信不通となる。
帰国後は飛行機から降りた西五ツ島で立ち止まり、投身自殺を考えるほど落ち込んでいた。そこで声を掛けられた島の女性に助けられ、欠員があった町立図書館の臨時司書となる。ごく身内にだけ居場所と連絡先を教え、そのまま島に居つく。再び一人で生きていく決意を固めるが、恩人の女性に紹介され渋々向かったお見合いに現れた真木と再会し、再びプロポーズを受け結婚する。
結婚後は夫の自分への異常な愛とストーカー癖、変人振りを半ば呆れつつ見守る。
岩谷 留意子（いわたに るいこ）
ヨリの年の離れた妹。同棲していた彼氏に浮気され、大阪から実家に程近い姉のマンションに転がり込み生花店でアルバイトする。おせっかいで天真爛漫な性格。料理上手で女子力が高く、容姿も可愛らしいため異性にもてる。姉想いで同居中はヨリの食事に服のコーディネートにまで何かと世話を焼く。本人は薄々勘づいていたが、物語後半でヨリとは異父姉妹であることが判明する。
実家との行き来もなく、人生を諦めていた姉の行く末を心配して色々と世話を焼く。
ドイツから帰国し、ヨリと音信不通になった真木が訪ねて来たが、花井との件で心が折れてしまった姉を思いやり、言いつけ通り連絡先と居場所については黙秘した。生活のためとはいえ、留学先で花井を自宅に出入りさせ、ヨリを不安にして傷つけた真木を非難し、無理に探して会いに行かないよう泣いて懇願した。元々友人関係であった男性と結婚し、後に娘『小春』が生まれる。
真木 誠（まき まこと）
イケメンで評判の精神科医。T大医学部卒。中崎大学医学部で講師も務めている。多くの本を執筆しており、メディアでも度々取り上げられる有名人。ヨリの中学時代の同級生。当時は色白で太った外見から「ホワイトポーク」と呼ばれ、苛められていたが、ヨリからの叱責で生き方を変えた。彼女からもらった貝殻を宝物にしており、未だに持ち歩いている。
中学時代からヨリに凄まじく執着し、ストーカー行為を繰り返していた。生活能力がなく、1人で生活させれば入浴もせず、料理もしない。留意子からも容姿の良さは認められているが「変な人」呼ばわりされる。
ヨリの職場で誤解を招く行動を起こし、謝罪を求めて半ば強引に肉体関係を持つ。愛人契約を結び、デートや温泉旅行を楽しむがヨリの性格上うまくいかない。妻の理恵は学生時代からの不倫を続けており、結婚生活は当初より破綻していた。ヨリとの再婚を望むが、両家の力関係もあり、離婚できない状況に苦悩する。
その後、シングルマザーとして生きる覚悟を決めた理絵と円満に離婚したことで、ヨリにプロポーズする。離島での開業を進める中、1年間だけドイツに留学することになる。留学先では花井が隣人となることに困惑するが、「他に好きな人がいる」という嘘を信じ、生活の面倒を見てもらい交流を続けてしまう。自身の留守中に訪ねて来たヨリを花井が牽制したことで、花井との関係を誤解されたままヨリと音信不通になる。
数年後、自力でヨリの居場所を探し出し、開業地を西五ツ島に決め、見合い相手として再会しプロポーズする。無事結婚した後も、ヨリへの異常な愛は留まることを知らない。
真木 理絵（まき りえ）
真木の妻。ヨリとは瓜二つで、真木以外の周囲の人間からは間違えられてしまうほど。ヨリと違いソバカスがない。気が強い性格。
父親は中小路（なかこうじ）総合病院の院長。真木とはお見合い結婚であり、夫婦関係は冷めている。テニスのインストラクターや美容師など多くの男性と不倫を繰り返すが、短大時代の恩師と再び愛人関係になる。藤野のパーティーでヨリと知り合ったことで真木との仲を察し、妻としてのプライドが傷つけられたことで髪形を変える。
不倫相手の子供を妊娠するが、手切れ金と共に別れを告げられる。別れたくない一心で一度は堕胎を思い立つが、母性の芽生えから出産を望むようになり、真木との離婚と出産に反対する実家と縁を切る。真木の子供として出産しようともしたが、お互いの幸せのために離婚を受け入れる。後にシングルマザーとなり、スーパーで働きながら子供を育てている。離婚するまで一切労働及び社会人経験がなく、世間知らずな点は離婚後、多少真木がフォローしている模様。
花井（はない）
中崎大学医学部準教授。真木の上司で理絵とも知り合いである。藤野のパーティーで理恵とそっくりのヨリと知り合い、真木との関わりも含めて興味を持つ。素性を隠してヨリに近づくが、メディアを紹介して支援を行ったりと好意的に接している。
優秀な真木に執着しており、留学先のドイツでは隣の部屋に越してきた。「こっちに（真木ではない）好きな人がいる」と嘘をつき、甲斐甲斐しく世話をする。ヨリから真木に送られてきた手紙を隠したり、ヨリから掛かってきた電話に出ることで不安を煽り、訪ねて来た彼女に真木とは別れてほしいと告げる。
その後、隠した手紙を見つけた真木に問い詰められたことで、ヨリに身を引くよう話したことを白状する。将来のために、愛していなくても自分と組むべきだと説くが、矛盾と図星をつかれて振られる。
藤野 忠道（ふじの ただみち）
元中崎大学医学部教授。著名な作家であり、中崎県の文化人。真木や花井の恩師にもあたり、ヨリとも学生時代の卒論の関係で知り合い、親しい関係にある。ヨリに様々な出会いをもたらし、人生の転機を与える。
川原 洋一郎（かわはら よういちろう）
中崎新聞社社会部記者。優しく穏やかな性格と細やかな気配りで政治家の心を開かせる。独身で、年老いた母親と2人で暮らしている。ヨリとは藤野の仕組んだ不意打ちのお見合いで知り合う。その後順調に交流を深めプロポーズをするが、結婚に迷いが生じている自分に気づき、結婚の話は白紙に戻してほしいと頼む。ヨリと別れた後、同僚の女性と恋愛関係となる。
新川 朋子（しんかわ ともこ）
ヨリの中学時代の同級生。当時の彼女は目立つ存在だったためヨリは話したこともなかったが、仕事関係の結婚式で再会する。夫を事故で亡くしているため旧姓に戻っている。ヨリとは再会を機会に交流を深めており、真木との関係も相談されている。夫との死別経験から新たな恋愛に踏み切れずにいたが、以前よりアプローチを受けていた男性と再婚する。
夢幻堂 遥（むげんどう はるか）
東京に住む著名な作家。バツ二。ヨリは学生時代から彼のファンであり、書評も書いていた。掴みどころがなく飄々とした性格だがよく人を見ており、ヨリの抱える気持ちを見透かす。文章を含めヨリを高く評価しており、東京へ戻ることを勧め、半ばプロポーズのような形で自身のアシスタントを依頼する。結果ヨリには振られるが、その後担当編集の女性と彼女の妊娠を機に押し切られる形で3度目の結婚をしている。
八木沢 仁美（やぎさわ ひとみ）
中崎大学の学生。帰国子女でサバサバした性格。講師である真木に恋をしたことで、慣れない手料理を作ったりと猛アタックするが、全く相手にされていない。読書家で、ヨリの書評のファン。ヨリの勤務する図書館で偶然出会い、交流を深める。後に、真木が思いを寄せている相手がヨリだと分かり、身を引いた。
天野（あまの）
坂の上ホテルの支配人。真木の大学時代の同級生。学生時代、田舎育ちで垢抜けない自分とは違い、異性に人気があるのに関わらずクールな真木に憧れ、自分を変える努力をした。独身主義で、複数の女性と付き合っているがどの女性にもあまり本気ではない。
ホテルでの再会を機に、真木の相談相手となる。真木が初恋の相手（ヨリ）しか愛したことがないと話した時は驚愕し、「かっこ悪い」と呟いていた。
安本（やすもと）
ヨリの勤務する図書館の同僚。年上のヨリに好意を抱いており、食事に誘うなどアプローチをしている。

## 用語
中崎県（なかさきけん）
本作の舞台となる架空の県。方言には九州地方の訛りがある。県内には人が暮らす孤島がいくつかありフェリーを通じて行き来をしている。中心部は発展しており、デパートや商店街がたびたび登場している。たびたび登場する中崎駅はJR長崎駅に酷似している。市街地には路面電車が走っており、長崎電気軌道に似通った駅名が登場する。ヨリが住む階段のある街や、真木が密会用に借りた洋館がある街は、グラバースカイロード（斜行式エレベーター）や大浦天主堂のような建築物が描写され、眼下の街並みが石橋から大浦海岸通りに至る街並みに似ていることから、南山手もしくは東山手付近をモデルにしたものと推測される。
中崎県立図書館（なかさきけんりつとしょかん）
ヨリが司書として勤務しており、館内に喫茶コーナーなどもある大規模図書館。閉館時間は21時。小児病院で朗読会を開いたり、外部の喫茶店とコラボレーション企画を実施するなど様々な活動を行っている。
中崎大学（なかさきだいがく）
真木が医学部の非常勤講師として勤務する。最寄りの駅は路面電車の中崎大学前駅。
下の町メンタルクリニック（したのまちめんたるくりにっく）
真木の勤務先。真木を目当てに受診する女性患者も多く、スタッフからは心配されている。
花ノ島（はなのしま）
中崎県にある離島。ヨリと真木はこの島で育つ。ヨリは中学二年の時まで暮らしていた。町立診療所があり、真木は両親とともに暮らしていた。都市部とは日帰りのフェリーで通える距離にある。
花の島中学（はなのしまちゅうがく）
ヨリと真木が通っていた中学。ヨリは二年で転校したが、真木は卒業まで在学し、ホワイトポークと呼ばれイジメを受けていた。ヨリは図書館に入り浸っていたことから、岩谷女史と呼ばれていた。
中崎新聞社（なかさきしんぶんしゃ）
川原が勤務する新聞社。県内では名の通った地方紙で、東京にも支局を持つ。
文藝秋春社（ぶんげいしゅうしゅんしゃ）
東京にある出版社。週刊秋春を発行しており、ヨリは藤野の紹介で書評を連載している。ヨリを売り出すため、書評を一冊にまとめて出版する企画が出ている。
松婆軒のカステラ（まつばけんのかすてら）
川原が取材相手への土産としてよく使うお菓子。チョコレータ、抹茶、プレーンの三種類が登場している。なお長崎には松翁軒と呼ばれるカステラ屋があり、上記三種のカステラを扱っている。

## 書誌情報
- 西炯子 『姉の結婚』 小学館〈フラワーコミックスα〉[1]
  1. 2011年5月10日発売、ISBN 978-4-09-133809-9
  2. 2011年11月10日発売、ISBN 978-4-09-134113-6
  3. 2012年5月15日発売、ISBN 978-4-09-134468-7
  4. 2012年11月24日発売、ISBN 978-4-09-134794-7
  5. 2013年5月10日発売、ISBN 978-4-09-135203-3
  6. 2013年11月8日発売、ISBN 978-4-09-135578-2
  7. 2014年5月9日発売、ISBN 978-4-09-136113-4
  8. 2014年11月10日発売、ISBN 978-4-09-136417-3